# Engytatus modestus
Engytatus modestus, cunoscută și sub denumirea insecta tomatelor, este o specie de insectă din familia Miride. Se găsește în Marea Caraibelor, America Centrală, America de Nord și America de Sud.

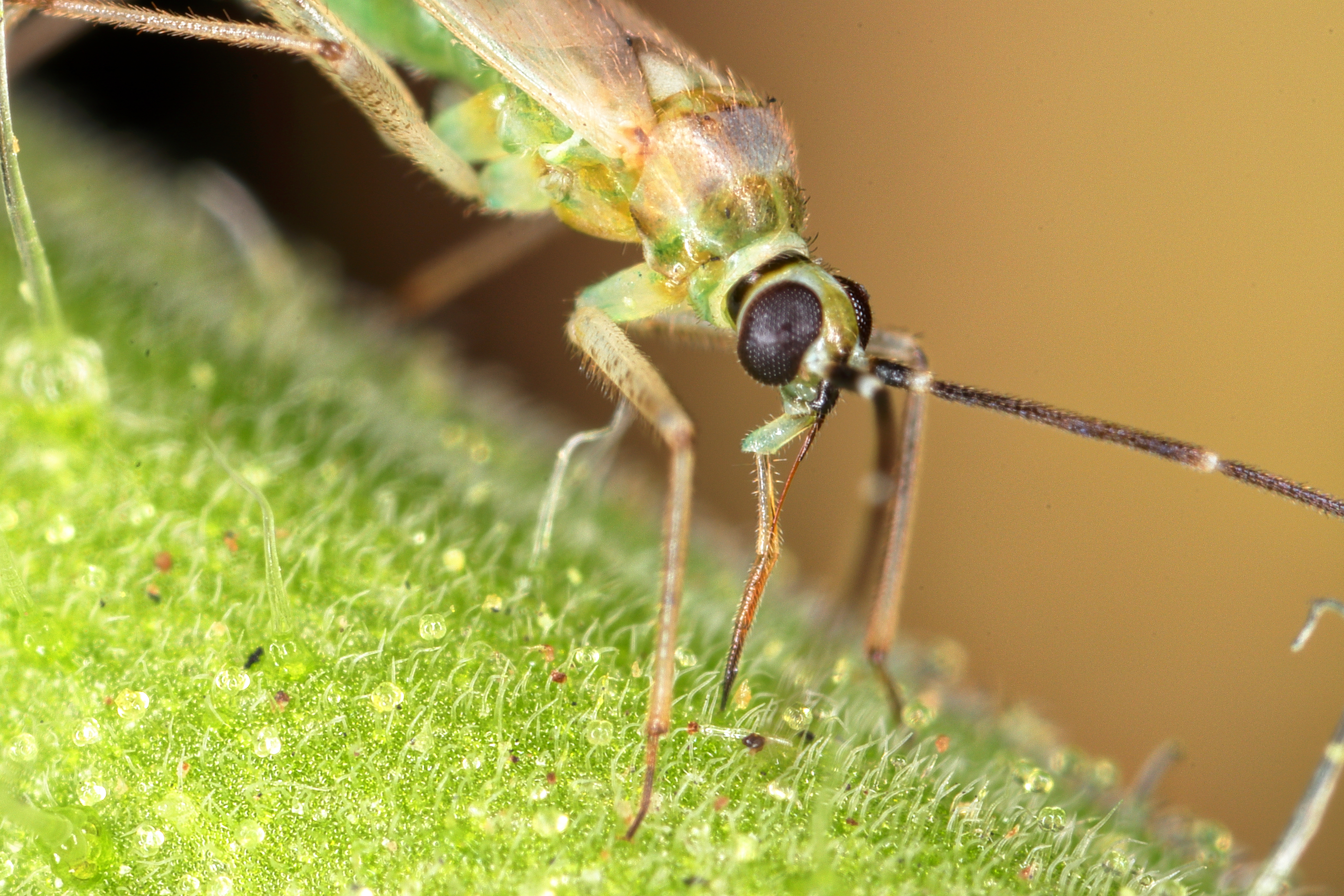
Engytatus modestus

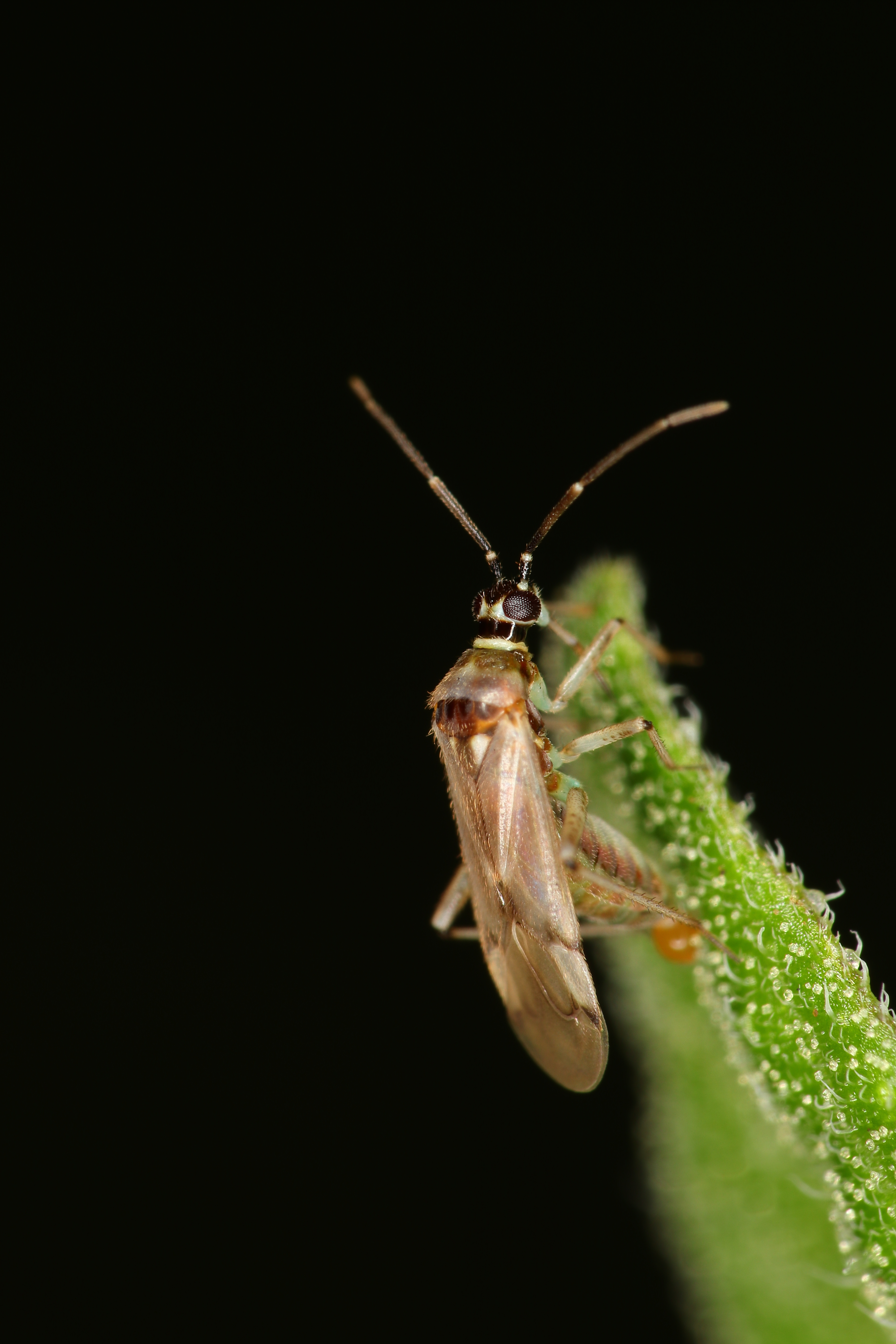
Engytatus modestus